# KV1
A KV1, localizada no Vale dos Reis em Egito, foi a tumba utilizada pelo faraó Ramessés VII da  décima nona dinastia egípcia. Apesar de ter sido aberta desde a Antiguidade, foi apenas seriamente investigada e estudada pelo egiptólogo Edwin C. Brock entre 1984 e 1985. Brock continuou seus estudos, e por volta de 1995, até que todas as inscrições das paredes da tumba foram completamente entendidas.
A kv1 é composta por um único corredor e foi usada como moradia para ermitões ou monges cristãos. Ela também é considerada pequena se comparando com outras tumbas da mesma dinastia como a KV17 do faraó Seti I.